# Ruthsenbach
Der Ruthsenbach, auch Rutzenbach genannt,  ist ein Bach in Darmstadt und ist der Abschnittsname für den Oberlauf des Mühlbachs.

## Etymologie
Der Ruthsenbach hatte früher verschiedene Namen:
Im Jahre 1577 hieß der Bach Steinbrücker Bach (nach der steinernen Brücke an der Dieburger Straße).
In anderen Gemarkungen taucht der Bach als Sumpfbach auf.
In Arheilgen hieß der Bach auch Seebach (weil er durch die Seewiesen fließt).
Im Jahre 1740 wird er erstmals als Rutzenbach erwähnt.
Der Name Ruthsenbach kommt wahrscheinlich vom Familiennamen Ruths bzw. Rutz her, der lokal auch in Gewannnamen auftritt.

## Verlauf
Der Gewässerkennzahl zufolge entspringt der Ruthsenbach am Westrand der Ortslage von Roßdorf. Sein Lauf beginnt an der Böschung der stillgelegten Bahnstrecke Darmstadt Ost–Groß-Zimmern in Richtung Westnordwest. Nach 600 Meter Fließstrecke nimmt er von Süden den 2200 Meter langen Bach vom Diebsbrunnen auf. Wegen der längeren Fließstrecke kann dieser als Abschnittsname für den eigentlichen Quellbach des Ruthsenbach gelten. In dem Dreispitz zwischen den beiden Bachbetten und dem Bahndamm ist die kleine Roßdorfer Wohnsiedlung Am Ruthsenbach entstanden.
Der längere Quellbach des Ruthsenbach durchfließt der Länge nach von Süd nach Nord das Naturschutzgebiet Großer und kleiner Bruch bei Roßdorf, beginnend am Rand einer Waldwiese südwestlich des namensgebenden Diebsbrunnens.
Schließlich unterquert dieser Quellbach hinter dem Ludwigsteich am Bessunger Forsthaus die L 3104 und den Bahndamm, um sich kurz vor dem Durchlass der hier autobahnähnlichen Bundesstraße 26 mit dem von Osten kommenden kürzeren Quellbach zu vereinigen.
Nördlich der B26 nimmt der Ruthsenbach den Weg durch die unter Naturschutz stehenden Feuchtgebiete der Scheftheimer Wiesen. Dabei tangiert er die Menhiranlage von Darmstadt.
Nordwestlich der Scheftheimer Wiesen unterquert der Bach die Brunnerswegbrücke.
Danach fließt der Ruthsenbach durch den Oberwald zum Steinbrücker Teich.
Östlich der Fasanerie unterquert der Bach die Kanal und Brücke am Sorgenlos.
Danach fließt der Bach in den Erich-Kästner-See und den Brentanosee.
Westlich der Eisenbahnlinie speist der Bach das Arheilger Mühlchen.
Danach fließt der Ruthsenbach durch das Hochwasserschutzbauwerk Rückhaltebecken Seewiese.
Am Ostrand von Darmstadt-Arheilgen fließt der Ruthsenbach durch die Rückenmühle.
Nach Durchquerung des Ortskerns von Arheilgen vereint sich der Ruthsenbach mit der Silz zum Mühlbach.
In den 2000er-Jahren wurde der Ruthsenbach im Ortskern von Arheilgen saniert.

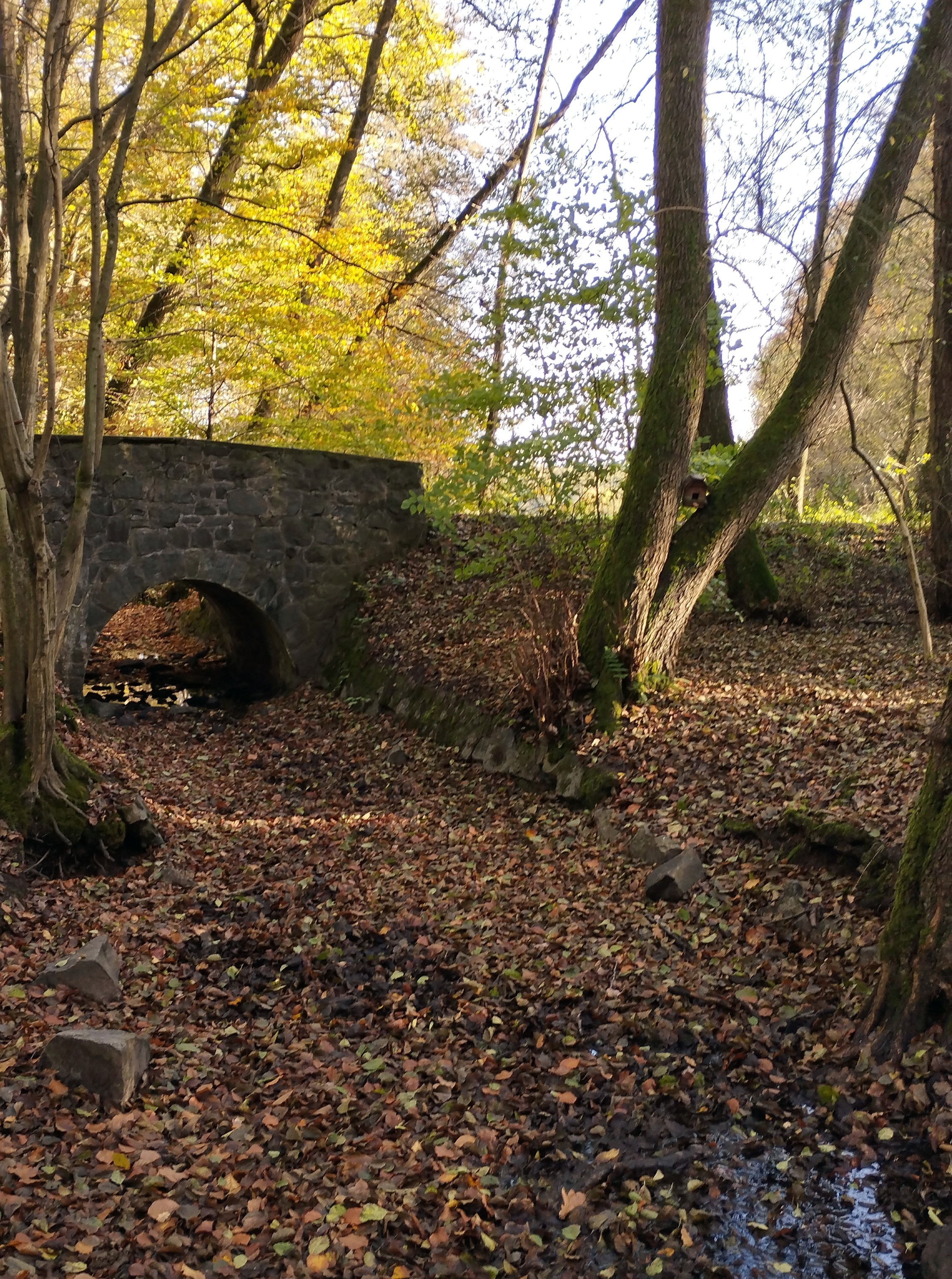
Ruthsenbach an der Brunnerswegbrücke bei den Scheftheimer Wiesen (2022)
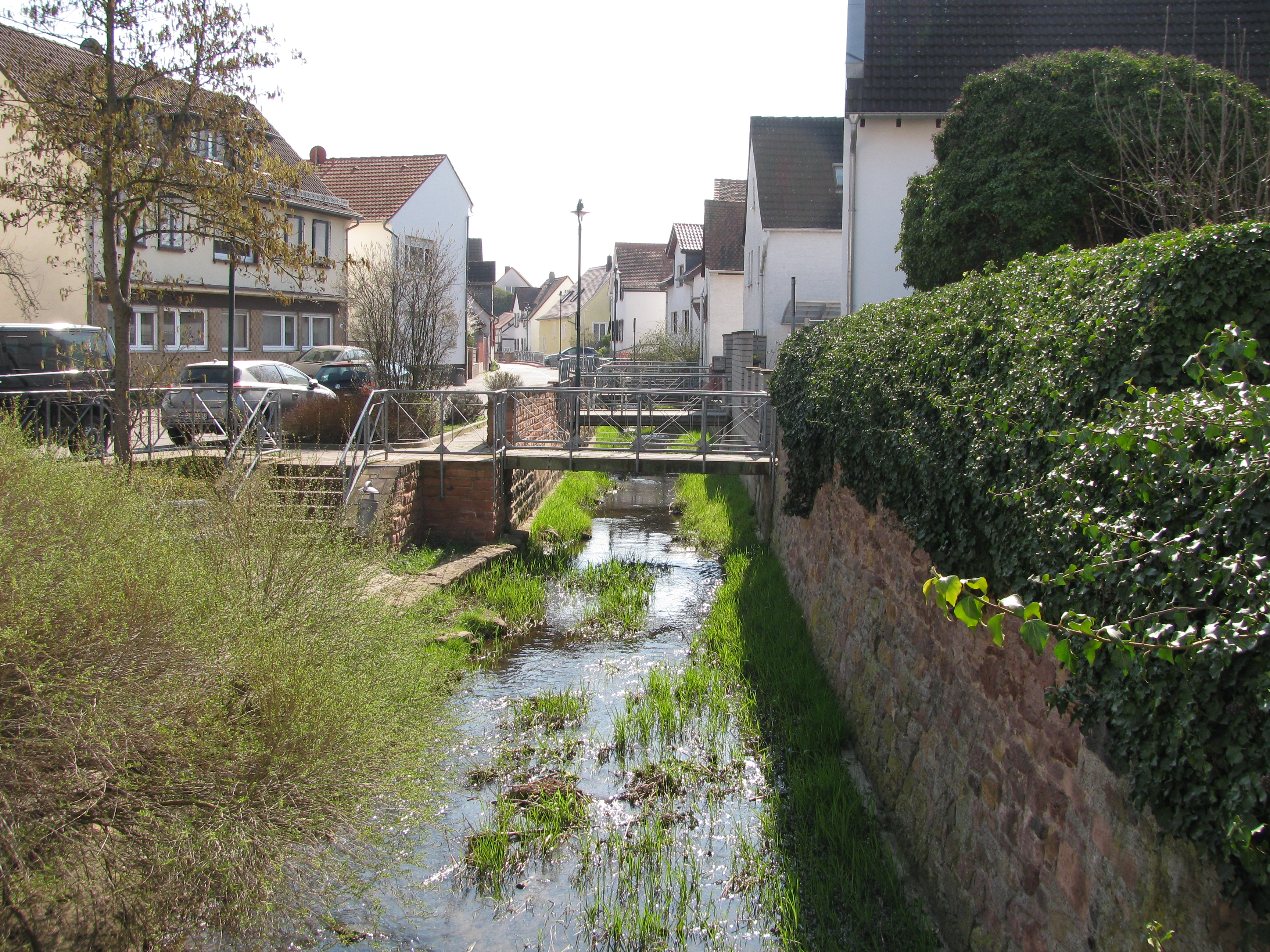
Ruthsenbach in Arheilgen (2022)

## Zuflüsse
Der Ruthsenbach wird von folgenden Zuflüssen gespeist:
- Bach vom Diebsbrunnen  (links), 2,2 km
- Abfluss Bernhardsbrunnen  (rechts)
- Letschbach[7] (Bach vom Rücksbrünnchen)[8]  (links), 2,5 km
- Bach vom Jagdschloß Kranichstein  (rechts), 2,4 km (durchfließt den Backhausteich)